# Мейданис, Панос
Мейданис, Панос или Мегданис Панос (др.-греч. Πάνος Μεϊντάνης Μεγδάνης) — известный клефт из Писодери, ном Флорина, в османской тогда провинции Македония, Греция. Его деятельность приходится на вторую половину XVII века.

## Введение
Османская оккупация населенных греками земель привела к массовой миграции населения за пределы Османской империи и в её пределах. Нежелающие уживаться с мусульманами искали места ориентируясь на транспортную инфраструктуру — только от обратного: чем дальше от дорог, тем лучше. Так стали заселяться горные местности, которые никогда до того ни в античную ни в византийскую эпоху не населялись. Равнина в основном становится местом жизни мусульман, а в дальнейшем и евреев, а горы — местом жизни греков, таким образом «горы спасли и сохранили греческую нацию».

## КлефтиАрматол
Греческое слово клефт (греч. κλεφτης — вор) было дано турками и греческими имущими как выражение презрения и боязни к тем из горцев, кто выбрал себе путь вооруженной борьбы против оккупантов и защиты населения как от турок, так и от вновь образовываемой греческой знати. Появление на дорогах разбойных банд (в основном албанских) вынуждало турок иногда сотрудничать с клефтами. Так появились арматолы (греч. αρματολος — несущий оружие), которые несли службу на перевалах и которым были подвластны данные им под контроль территории. Переход из клефтов в арматолы и обратно был постоянным явлением. Многие имена клефтов и арматолов первых 2-х веков османского владычества не сохранились. Одним из первых известных и легендарных клефтов является Панос Мейданис.

## Биография
Мейданис родился в селе Писодери (см. лыжный курорт Писодери), однако греческий историк Константинос Вакалопулос считает, что он родом из соседнего нома Козани. Дата его рождения неизвестна. Регионом его партизанской деятельности стала его родная Западная Македония, а также Центральная Македония, Фессалия и запад Средней Греции. Начал свою деятельность в номе Козани в 1660 году, затем перенёс её в р-н Аскион Зап. Македония. В дальнейшем получил в качестве арматола от правителя города Трикала контроль почти над всей западной Македонией и Пелагонией, а также номы Иматия, Пелла и западную Фессалию. В последующие годы он перемещается в р-н Аспропотамоса и Фессалии, при этом возобновляет военные действия против осман. В 1684 году переносит своё убежище в Валтос, ном Этолия и Акарнания, западная Средняя Греция. Здесь он сотрудничает с местными клефтами. С началом венециано-турецкой войны принимает в ней участие со своими силами в течение целого десятилетия (1684—1694). Венецианцы на зиму прекращали военные действий и Мейданис отправлял своих бойцов домой, в основном в западную Македонию. Весной они снова возвращались к нему. Сам Мейданис укрывался с малым отрядом у села Гардики, Трикала. В 1770 году турки обнаружили его убежище и организовали операцию по поимке. В марте Мейданис пришёл в село, чтобы принять участие в церковной службе. Обнаружив, что они преданы сельскими старейшинами и обложены турками, Мейданис и его товарищи заперлись в доме-башне и держали 4-часовую оборону. Оставшись без боеприпасов, осажденные предприняли отчаянную попытку прорваться. В ходе прорыва Мейданис был убит, его голова была отсечена и отправлена сначала в Салоники, а затем в Константинополь, на показ султану.